# Kyle Smith (triatleta)
Kyle Smith es un deportista neozelandés que compite en triatlón. Ganó una medalla de bronce en el Campeonato Mundial de Triatlón Campo a Través de 2017.

## Palmarés internacional
| Campeonato Mundial | Campeonato Mundial | Campeonato Mundial | Campeonato Mundial |
| Año                | Lugar              | Medalla            | Prueba             |
| ------------------ | ------------------ | ------------------ | ------------------ |
| 2017               | Penticton (Canadá) | Medalla de bronce  | Individual         |